# Universidad Técnica Nacional (Costa Rica)
La Universidad Técnica Nacional (también llamada por sus siglas, UTN) es la quinta universidad pública de la República de Costa Rica. Esta universidad fue creada el 4 de junio de 2008 con el fin de dar atención a las necesidades de formación científica, técnica y tecnológica que requiere el país, en todos los niveles de educación superior universitaria.
Esta institución educativa pasó a ser la quinta universidad pública de Costa Rica y se constituyó mediante la fusión de las siguientes instituciones:
- Colegio Universitario de Alajuela (CUNA)
- Colegio Universitario de Puntarenas (CUP)
- Colegio Universitario para el Riego y Desarrollo del Trópico Seco (CURDTS)
- Escuela Centroamericana de Ganadería (ECAG)
- Centro de Investigación y Perfeccionamiento para la Educación Técnica (CIPET)
- Centro de Formación de Formadores y de Personal Técnico para el Desarrollo Industrial de Centroamérica (CEFOF)

## Fines de la Universidad según la Ley Orgánica de la UTN
La Universidad Técnica Nacional tiene los siguientes fines:
a. Crear, conservar y trasmitir la cultura nacional y universal, en el marco de un esfuerzo integral y sostenido, orientado al mejoramiento integral de la sociedad costarricense, el fortalecimiento de su democracia y la creación de condiciones económicas y sociales más equitativas y justas para la convivencia social, especialmente el fomento de actividades productivas y la generación de empleo.
b. Ofrecer, a sus estudiantes, una educación integral que les garantice simultáneamente su óptima formación profesional y técnica, así como su desarrollo integral, moral, cultural y personal.
c. Promover la investigación científica de alto nivel técnico y académico, para contribuir tanto al mejoramiento de la vida social, cultural, política y económica del país, como del nivel espiritual y educativo de sus habitantes, y para coadyuvar en los procesos de desarrollo, modernización y mejoramiento técnico de los sectores productivos, las empresas exportadoras y, especialmente, las pequeñas y medianas empresas.
d. Preparar profesionales de nivel superior, por medio de carreras universitarias que guarden armonía con los requerimientos científicos y tecnológicos del desarrollo mundial y las necesidades del país, que culminen con la obtención de títulos y grados universitarios, dando énfasis especial a las carreras técnicas que demanda el desarrollo nacional.
e. Desarrollar carreras cortas en el nivel de pregrado universitario, que faculten para el desempeño profesional satisfactorio y la inserción laboral adecuada. Esas carreras deberán articularse con las de nivel de grado que brinde la propia Universidad.
f. Desarrollar programas especiales de fortalecimiento de las pequeñas y medianas empresas, mediante acciones de asistencia técnica, capacitación y formación integral, para procurar su desarrollo y expansión.

## Recintos Universitarios
Esta universidad tiene su sede principal en el cantón central de Alajuela (http://central.utn.ac.cr/ Archivado el 24 de mayo de 2015 en Wayback Machine.) y cuenta con las siguientes sedes regionales: Pacífico (http://pacifico.utn.ac.cr/ Archivado el 19 de mayo de 2015 en Wayback Machine.), Atenas (http://atenas.utn.ac.cr/ Archivado el 27 de mayo de 2015 en Wayback Machine.), Guanacaste (http://guanacaste.utn.ac.cr/ Archivado el 6 de mayo de 2015 en Wayback Machine.) y San Carlos (http://sancarlos.utn.ac.cr/ (enlace roto disponible en Internet Archive; véase el historial, la primera versión y la última).). 